# Zerfe Wondemagegn
Zerfe Wondemagegn (* 26. Oktober 2002) ist eine äthiopische Leichtathletin, die sich auf den Hindernislauf spezialisiert hat.

## Sportliche Laufbahn
Zerfe Wondemagegn sammelte 2019 erste internationale Wettkampferfahrung im Hindernislauf. Im April trat sie zunächst bei den U18-Afrikameisterschaften in der Elfenbeinküste an und gewann über die 2000-Meter-Distanz die Silbermedaille. Später im Juli lief sie in 9:33,27 min die drittschnellste Zeit über 3000 Meter Hindernis bei den Äthiopischen Ausscheidungswettkämpfen und sicherte sich damit die Qualifikation für die Weltmeisterschaften in Doha. Bei denen ging sie Ende September im Vorlauf an den Start, verpasste als Siebtplatzierte ihres Laufes allerdings den Einzug in das Finale. Anfang Juni 2021 trat sie erneut bei den Äthiopischen Ausscheidungswettkämpfen an, diesmal für die Olympischen Sommerspiele in Tokio. Mit neuer Bestzeit von 9:16,95 min sicherte sie sich abermals als Drittplatzierte die Qualifikation. Anfang August trat sie im Vorlauf der Spiele an und erreichte als Vierte ihres Vorlaufes das Finale, das sie mit erneuter Bestzeit von 9:16,41 min auf Platz 8 beendete. Wenige Wochen später trat sie im Nachbarland Kenia bei den U20-Weltmeisterschaften an und konnte die Silbermedaille gewinnen.
2022 trat sie im Juni zum ersten Mal bei den Afrikameisterschaften an und konnte im Hindernislauf die Silbermedaille gewinnen. 2023 lief sie Anfang Juni in 9:04,61 min zu einer neuen Bestzeit. Im August trat sie, zum zweiten Mal nach 2019, bei den Weltmeisterschaften in Budapest an. Dort konnte sie in ihr erstes WM-Finale einziehen, in dem sie den vierten Platz belegte.

## Wichtige Wettbewerbe
| Jahr                  | Veranstaltung             | Ort                   | Platz                 | Disziplin             | Zeit                  |
| Startet für Äthiopien | Startet für Äthiopien     | Startet für Äthiopien | Startet für Äthiopien | Startet für Äthiopien | Startet für Äthiopien |
| --------------------- | ------------------------- | --------------------- | --------------------- | --------------------- | --------------------- |
| 2019                  | U18-Afrikameisterschaften | Abidjan               | 2.                    | 2000 m Hindernis      | 6:50,40 min           |
| 2019                  | Weltmeisterschaften       | Doha                  | 22.                   | 3000 m Hindernis      | 9:40,92 min           |
| 2021                  | Olympische Sommerspiele   | Tokio                 | 8.                    | 3000 m Hindernis      | 9:16,41 min           |
| 2021                  | U20-Weltmeisterschaften   | Nairobi               | 2.                    | 3000 m Hindernis      | 9:35,22 min           |
| 2022                  | Afrikameisterschaften     | Port Louis            | 2.                    | 3000 m Hindernis      | 9:41,37 min           |
| 2023                  | Weltmeisterschaften       | Budapest              | 4.                    | 3000 m Hindernis      | 9:05,51 min           |

## Persönliche Bestleistungen
Freiluft
- 1500 m: 4:14,03 min, 11. Juni 2021, Carquefou
- 3000 m: 8:43,33 min, 6. August 2022, Chorzów
- 3000 m Hindernis: 9:04,61 min, 2. Juni 2023, Florenz

Halle
- 1500 m: 4:16,94 min, 1. Februar 2020, Mondeville
- 3000 m: 8:42,90 min, 27. Januar 2023, Karlsruhe